# Acestrorhynchus falcatus
Acestrorhynchus falcatus é uma espécie de peixe sul-americano de água doce.